# Pseudovektor

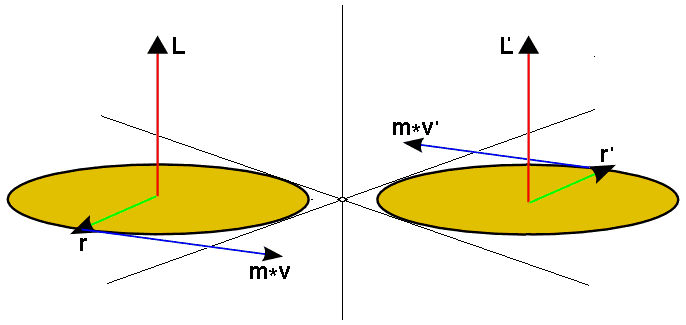
Der Drehimpuls L als Beispiel eines Pseudovektors: während der Ortsvektor r und Impuls m·v bei einer Punktspiegelung ihre Richtung umkehren, bleibt die des Drehimpulses L = m·r×v unverändert.

Ein Pseudovektor, auch Drehvektor, Axialvektor oder axialer Vektor genannt, ist in der Physik eine vektorielle Größe, die bei einer Punktspiegelung des betrachteten physikalischen Systems ihre Richtung beibehält. Im Gegensatz dazu kehren polare oder Schubvektoren bei einer Punktspiegelung ihre Richtung um.
Das Bild zeigt einen Körper bei einer Drehbewegung und sein Spiegelbild. Der Drehimpuls ändert sich bei der Punktspiegelung nicht, denn die Drehgeschwindigkeit wird durch einen axialen Vektor beschrieben. Die Bahngeschwindigkeit zeigt nach der Punktspiegelung wie der Impuls in die entgegengesetzte Richtung und ist daher ein polarer Vektor.
Die Richtung eines axialen Vektors ist bezüglich einer Orientierung des Raumes, üblicherweise der rechtshändigen, definiert. Axialvektoren treten typischerweise auf, wenn ein physikalischer Zusammenhang durch das Kreuzprodukt  ausgedrückt wird (das bei rechtshändigen Koordinatensystemen die Rechte-Hand-Regel verwendet.)

## Definition

### Transformationsverhalten unter einer Bewegung des Systems
Gegeben sei ein physikalisches System und ein zweites, das zu jedem Zeitpunkt aus dem ersten durch immer dieselbe räumliche Bewegung χ hervorgeht (d. h. durch eine längen- und winkeltreue Abbildung, keine Bewegung im kinematischen Sinn!). Dabei sind für χ auch ungleichsinnige (orientierungsumkehrende) Bewegungen erlaubt. Im ersten System wird zu einem festen Zeitpunkt t also ein Teilchen, das sich am Ort P(t) befindet, auf ein Teilchen am Ort P′(t) im bewegten System abgebildet. Masse und Ladung des Teilchens bleiben dabei unverändert. Für kontinuierliche Verteilungen heißt das, dass eine Dichte {\displaystyle \rho } auf eine Dichte {\displaystyle \rho '} mit {\displaystyle \rho '(t,P')=\rho (t,P)} abgebildet wird. Man sagt, eine physikalische Größe habe ein bestimmtes Transformationsverhalten unter der Bewegung, wenn diese Transformation die physikalische Größe auf die entsprechende Größe im bewegten System abbildet. Zum Beispiel hat das bewegte Teilchen am Ort P′ die transformierte Geschwindigkeit {\displaystyle {\vec {v}}'}, die durch die Geschwindigkeit {\displaystyle {\vec {v}}} des ursprünglichen Teilchens am Ort P bestimmt ist.

### Axiale und polare Vektoren
Setzt sich die Bewegung χ nur aus Verschiebungen und Drehungen zusammen, so ist das Transformationsverhalten für alle vektoriellen Größen dieselbe. Betrachtet man dagegen den Fall einer Punktspiegelung im Raum am Zentrum {\displaystyle P_{Z}}, d. h. {\displaystyle {\vec {r}}'=-{\vec {r}}}, wobei {\displaystyle {\vec {r}}={\overrightarrow {P_{Z}\,P}}} und {\displaystyle {\vec {r}}'={\overrightarrow {P_{Z}\,P'}}} die Ortsvektoren eines Teilchens und seines Spiegelbildes sind, so sind zwei Fälle zu unterscheiden. Ein polarer Vektor, wie etwa die Geschwindigkeit {\displaystyle {\vec {v}}} des Teilchens, ist dadurch charakterisiert, dass er wie die Ortsvektoren transformiert: {\displaystyle {\vec {v}}'=-{\vec {v}}}. Ein axialer Vektor, wie etwa die Winkelgeschwindigkeit {\displaystyle {\vec {\omega }}} des Teilchens, wird dagegen unter der Punktspiegelung auf sich selbst abgebildet: {\displaystyle {\vec {\omega }}'={\vec {\omega }}}. Die Eigenschaft einer vektoriellen Größe, axial oder polar zu sein, legt bereits das Transformationsverhalten unter einer beliebigen Bewegung χ fest. Denn jede Bewegung lässt sich durch eine Hintereinanderausführung von Translationen, Drehungen und Punktspiegelungen darstellen.

### Aktive und passive Transformation
Diese Betrachtungen zum Transformationsverhalten einer vektoriellen Größe unter einer aktiven Bewegung χ des Systems hat nichts zu tun mit dem Transformationsverhalten der Komponenten des Vektors unter einer gewöhnlichen Koordinatentransformation. Letztere ist dieselbe für axiale und polare Vektoren, nämlich die von Koordinaten eines Tensors vom Rang eins. Es handelt sich also um echte Vektoren im Sinne der Tensorrechnung, weswegen der Begriff Pseudovektor in diesem Zusammenhang irreführend ist. Tatsächlich gibt es Autoren, die diese unterschiedlichen Begriffe nicht klar trennen. Viele Autoren beschreiben eine ungleichsinnige Bewegung des Systems als Koordinatentransformation bei gleichzeitiger Änderung der Orientierung, bezüglich welcher das Kreuzprodukt zu berechnen ist. Dies entspricht einer passiven Transformation, wobei der Beobachter die gleiche Transformation erfährt wie das Koordinatensystem. Anschaulich bedeutet das, dass die rechte Hand bei einer Punktspiegelung des Koordinatensystems zu einer linken Hand wird. Rechnerisch wird das realisiert durch die Einführung eines Pseudotensors, dessen Komponenten unabhängig von der Orientierung eines orthonormalen Koordinatensystems durch das Levi-Civita-Symbol gegeben sind. Dieser vollständig antisymmetrische Pseudotensor (auch Tensordichte vom Gewicht -1 genannt) ist also kein Tensor. In diesem Sinne ist auch der Begriff Pseudovektor zu verstehen, welcher in dieser Betrachtung bei einer Punktspiegelung des Koordinatensystems seine Richtung ändert (dessen Komponenten dagegen unverändert bleiben). Diese passive Sichtweise liefert die gleichen Ergebnisse bezüglich der Unterscheidung axialer und polarer Vektoren wie die aktive.

## Rechenregeln
- Das Kreuzprodukt zweier polarer oder zweier axialer Vektoren ist ein Axialvektor.
- Das Kreuzprodukt aus einem polaren und einem axialen Vektor ist ein Polarvektor.
- Das Skalarprodukt zweier polarer oder zweier axialer Vektoren ist ein Skalar (d. h. behält sein Vorzeichen unter einer beliebigen Bewegung).
- Das Skalarprodukt aus einem polaren und einem axialen Vektor ist ein Pseudoskalar (d. h. ändert sein Vorzeichen unter einer Punktspiegelung).

## Zusammenhang mit Tensoren
Jeder Tensor zweiter Stufe besitzt im dreidimensionalen Raum eine Vektorinvariante, die als solche ein axialer Vektor ist. Zu der Vektorinvariante trägt nur der schiefsymmetrische Anteil des Tensors etwas bei. Die Umkehroperation stellt aus dem axialen Vektor den schiefsymmetrischen Anteil des Tensors her:
{\displaystyle {\vec {a}}\times \mathbf {1} ={\vec {a}}\times \left(\sum _{i=1}^{3}{\hat {e}}_{i}\otimes {\hat {e}}_{i}\right)=\sum _{i=1}^{3}({\vec {a}}\times {\hat {e}}_{i})\otimes {\hat {e}}_{i}={\begin{pmatrix}0&-a_{3}&a_{2}\\a_{3}&0&-a_{1}\\-a_{2}&a_{1}&0\end{pmatrix}}=[{\vec {a}}]_{\times }}
Darin sind a1,2,3 die Koordinaten des Vektors {\displaystyle {\vec {a}}} bezüglich der Standardbasis {\displaystyle {\hat {e}}_{1,2,3}}, 1 ist der Einheitstensor, „×“ bildet das Kreuzprodukt und „{\displaystyle \otimes }“ das dyadische Produkt. Das Ergebnis ist im Koordinatenraum die Kreuzproduktmatrix {\displaystyle [{\vec {a}}]_{\times }}.
Die Wirbelstärke ist die negative Vektorinvariante des Geschwindigkeitsgradienten und mit obiger Umkehroperation entsteht dessen schiefsymmetrischer Anteil, der Wirbeltensor. Bei einer Starrkörperbewegung entspricht der Winkelgeschwindigkeit der Winkelgeschwindigkeitstensor, der hier die Rolle des Geschwindigkeitsgradienten übernimmt. Für das Magnetfeld B erhält man auf diese Weise die räumlichen Komponenten des elektromagnetischen Feldstärketensors.
Allgemeiner kann einem axialen Vektor über die Hodge-Dualität ein schiefsymmetrischer Tensor zweiter Stufe zugeordnet werden. In Koordinaten ausgedrückt gehört zu einem Vektor {\displaystyle a_{i}} die 2-Form {\displaystyle (*a)_{ij}=\mp \epsilon _{ijk}a_{k}} (für positiv bzw. negativ orientierte Orthonormalbasis) mit dem Levi-Civita-Symbol {\displaystyle \epsilon _{ijk}} und unter Verwendung der Summenkonvention. Dieser Zusammenhang kann benutzt werden, um Größen wie den Drehimpuls für Räume der Dimension ungleich drei zu verallgemeinern. Nur im ℝ3 hat eine antisymmetrische 2-Form genauso viele unabhängige Komponenten wie ein Vektor. Im ℝ4 beispielsweise sind es nicht 4, sondern 6 unabhängige Komponenten.

## Beispiele
- Für den Zusammenhang von Ortsvektor {\displaystyle {\vec {r}}}, Geschwindigkeit {\displaystyle {\vec {v}}} und Winkelgeschwindigkeit {\displaystyle {\vec {\omega }}} eines Teilchens gilt {\displaystyle {\vec {v}}={\vec {\omega }}\times {\vec {r}}}. Unter einer Punktspiegelung {\displaystyle {\vec {r}}'=-{\vec {r}}} prüft man leicht nach, dass {\displaystyle {\vec {v}}'=-{\vec {v}}}. Orts- und Geschwindigkeitsvektor sind also Polarvektoren. Damit gilt für die Winkelgeschwindigkeit {\displaystyle {\vec {\omega }}'} des gespiegelten Teilchens {\displaystyle -{\vec {v}}={\vec {\omega }}'\times (-{\vec {r}})}. Also muss {\displaystyle {\vec {\omega }}'={\vec {\omega }}} gelten, d. h. die Winkelgeschwindigkeit ist ein Axialvektor.
- Der Drehimpuls ist definiert als {\displaystyle {\vec {L}}={\vec {r}}\times {\vec {p}}}. Es folgt {\displaystyle {\vec {L}}'={\vec {r}}'\times {\vec {p}}'={\vec {r}}'\times m{\vec {v}}'=(-{\vec {r}})\times (-m{\vec {v}})={\vec {L}}}, also ist der Drehimpuls ein Axialvektor, siehe Einleitung.
- Aus der Formel für die Lorentzkraft {\displaystyle {\vec {F}}=-q{\vec {B}}\times {\vec {v}}} folgt, dass das Magnetfeld {\displaystyle {\vec {B}}} ein axialer Vektor sein muss, denn die Kraft {\displaystyle {\vec {F}}} ist zur Beschleunigung proportional und damit ein polarer Vektor.
- Die Wirbelstärke {\displaystyle {\vec {\omega }}=\operatorname {rot} \;{\vec {v}}} mit der Rotation eines Vektorfeldes rot ist ein Axialvektor.
- Spiegelung einer rotierenden Scheibe an einer Ebene: Betrachtet wird eine rotierende horizontale Scheibe, die eine rote Oberseite und eine gelbe Unterseite besitze. Die Rotation wird durch den Winkelgeschwindigkeitsvektor beschrieben. Die Rotationsrichtung sei so, dass der Winkelgeschwindigkeitsvektor von der roten Oberseite nach oben wegzeigt. Bei einem Spiegelbild dieser rotierenden Scheibe an einer horizontalen Ebene kehren sich nach Voraussetzung die vertikalen Anteile von Ortsvektoren um, die Oberseite ist im Spiegelbild gelb und die Unterseite rot. Der dem Beobachter zugewandte Rand der Scheibe bewegt sich im Original wie im Spiegelbild in dieselbe Richtung: Der Drehsinn bleibt also erhalten. Der Winkelgeschwindigkeitsvektor hat sich durch die Spiegelung nicht umgekehrt und weist am Spiegelbild von der gelben Seite ebenfalls nach oben.